# Mainneville
Mainneville is een gemeente in het Franse departement Eure (regio Normandië) en telt 400 inwoners (2004). De plaats maakt deel uit van het arrondissement Les Andelys.

## Geografie
De oppervlakte van Mainneville bedraagt 8,2 km², de bevolkingsdichtheid is 48,8 inwoners per km².
De onderstaande kaart toont de ligging van Mainneville met de belangrijkste infrastructuur en aangrenzende gemeenten.

## Demografie
Onderstaande figuur toont het verloop van het inwonertal (bron: INSEE-tellingen).

## Geboren in Mainneville
- Nathalie Baye (1948), Frans actrice